# Monete euro tedesche
     Zona euro
     UE appartenenti agli AEC II
     UE appartenenti agli AEC II con deroga
     UE non appartenenti agli AEC II
     Non UE che usano bilateralmente l'euro
     Non UE che usano unilateralmente l'euro
Le monete euro tedesche presentano tre soggetti diversi per le tre serie di monete. 
Le prime monete sono quelle: 
da 1, 2 e 5 centesimi sono state disegnate da Rolf Lederbogen e recano un ramoscello di quercia; 
quelle da 10, 20 e 50 centesimi sono state create da Reinhart Heinsdorff e raffigurano la Porta di Brandeburgo di Berlino;
le monete da 1 e 2 euro, disegnate da Heinz Hoyer e Sneschana Russewa-Hoyer raffigurano l'Aquila araldica, simbolo della Germania.
Tutte le monete recano le 12 stelle della bandiera dell'Unione europea, l'anno di conio e una lettera indicante una delle cinque zecche tedesche.

## Faccia nazionale
| € 0,01                                                       | € 0,02                                                  | € 0,05 |
| ------------------------------------------------------------ | ------------------------------------------------------- | --- |
|                                                              |                                                         | |
| Ramoscello di quercia farnia già presente sui vecchi pfennig |                                                         | |
| € 0,10                                                       | € 0,20                                                  | € 0,50 |
|                                                              |                                                         | |
| La Porta di Brandeburgo a Berlino                            |                                                         | |
| € 1,00                                                       | € 2,00                                                  | Bordo 2 euro |
|                                                              |                                                         | |
| Un'Aquila araldica presente nello Stemma della Germania      | Un'Aquila araldica presente nello Stemma della Germania | "EINIGKEIT UND RECHT UND FREIHEIT" ("Unità e giustizia e libertà" in tedesco, motto nazionale della Germania) seguito dall'aquila araldica |

### Future modifiche alla faccia nazionale delle monete in circolazione
La Commissione delle Comunità europea ha emesso una raccomandazione in data 19 dicembre 2008, una linea guida comune per le facce nazionali e l'emissione di monete in euro destinate alla circolazione. Una sezione di questa raccomandazione prevede che:
Articolo 2. Identificazione dello Stato membro di rilascio:
"Le facce nazionali di tutti i tagli di monete in euro destinate alla circolazione devono recare l'indicazione dello Stato membro di rilascio mediante il nome dello Stato membro o una sua abbreviazione."
Un nuovo design delle monete euro tedesche è previsto per il prossimo futuro, per conformarsi alle nuove linee guida, anche se nulla è stato annunciato ufficialmente.

## Zecche
Le monete euro tedesche presentano le diciture: "A", "D", "F", "G" o "J" come marchio della zecca di appartenenza. Ogni lettera indica una determinata zecca di una città:
| A | Staatliche Münze Berlin di Berlino               |
| D | Bayerisches Hauptmünzamt di Monaco di Baviera    |
| F | Staatliche Münzen Baden-Württemberg di Stoccarda |
| G | Staatliche Münzen Baden-Württemberg di Karlsruhe |
| J | Hamburgische Münze di Amburgo                    |

## Quantità monete coniate
|                                                                                     | Divisionali FDC / FS | Zecca      | € 0,01      | € 0,02      | € 0,05      | € 0,10      | € 0,20      | € 0,50      | € 1,00      | € 2,00      |
| Circolanti                                                                          | Circolanti           | Circolanti | Circolanti  | Circolanti  | Circolanti  | Circolanti  | Circolanti  |             |             |             |
| ----------------------------------------------------------------------------------- | -------------------- | ---------- | ----------- | ----------- | ----------- | ----------- | ----------- | ----------- | ----------- | ----------- |
| 2002                                                                                | 135.000 100.000      | A          | 800.000.000 | 360.000.000 | 480.000.000 | 696.145.000 | 378.145.000 | 337.745.000 | 367.895.000 | 238.920.000 |
| 2002                                                                                | 135.000 100.000      | D          | 840.000.000 | 483.000.000 | 504.000.000 | 721.950.000 | 367.000.000 | 370.240.000 | 372.600.000 | 231.300.000 |
| 2002                                                                                | 135.000 100.000      | F          | 960.000.000 | 507.800.000 | 576.000.000 | 838.800.000 | 421.600.000 | 430.480.000 | 439.800.000 | 281.090.000 |
| 2002                                                                                | 135.000 100.000      | G          | 560.000.000 | 311.800.000 | 336.000.000 | 494.300.000 | 251.900.000 | 256.560.000 | 266.350.000 | 180.950.000 |
| 2002                                                                                | 135.000 100.000      | J          | 840.000.000 | 419.400.000 | 504.000.000 | 758.640.000 | 441.000.000 | 401.400.000 | 372.308.000 | 257.820.000 |
| 2003                                                                                | 180.000 120.000      | A          | *           | 200.000.000 | *           | 50.655.000  | 41.855.000  | *           | 50.250.000  | 20.470.000  |
| 2003                                                                                | 180.000 120.000      | D          | *           | 105.000.000 | *           | 50.850.000  | 24.100.000  | 70.620.000  | *           | 22.170.000  |
| 2003                                                                                | 180.000 120.000      | F          | *           | 164.200.000 | *           | 6.000.000   | 82.400.000  | *           | *           | 24.460.000  |
| 2003                                                                                | 180.000 120.000      | G          | *           | 80.200.000  | *           | 13.000.000  | 42.100.000  | *           | *           | 29.140.000  |
| 2003                                                                                | 180.000 120.000      | J          | *           | 168.600.000 | *           | 25.500.000  | *           | 39.600.000  | 29.850.000  | 19.500.000  |
| 2004                                                                                | 133.000 106.000      | A          | 280.000.000 | 127.000.000 | 112.000.000 | *           | *           | 82.255.000  | 21.855.000  | 31.570.000  |
| 2004                                                                                | 133.000 106.000      | D          | 294.000.000 | 133.350.000 | 117.600.000 | 11.195.000  | 49.755.000  | *           | 89.255.000  | 19.840.000  |
| 2004                                                                                | 133.000 106.000      | F          | 336.000.000 | 152.400.000 | 134.400.000 | 51.360.000  | *           | 73.520.000  | 88.200.000  | *           |
| 2004                                                                                | 133.000 106.000      | G          | 196.000.000 | 88.900.000  | 78.400.000  | 15.460.000  | *           | 37.440.000  | 41.650.000  | *           |
| 2004                                                                                | 133.000 106.000      | J          | 294.000.000 | 133.350.000 | 117.600.000 | *           | *           | *           | *           | 22.510.000  |
| 2005                                                                                | 100.000 85.000       | A          | 120.000.000 | 73.000.000  | 44.000.000  | *           | 8.000.000   | *           | *           | *           |
| 2005                                                                                | 100.000 85.000       | D          | 126.000.000 | 76.650.000  | 46.200.000  | *           | 8.400.000   | *           | *           | *           |
| 2005                                                                                | 100.000 85.000       | F          | 144.000.000 | 87.600.000  | 52.800.000  | *           | 9.600.000   | *           | *           | *           |
| 2005                                                                                | 100.000 85.000       | G          | 84.000.000  | 51.100.000  | 30.800.000  | *           | 5.600.000   | *           | *           | *           |
| 2005                                                                                | 100.000 85.000       | J          | 126.000.000 | 76.650.000  | 46.200.000  | *           | 8.400.000   | *           | 59.842.000  | *           |
| 2006                                                                                | 83.000 75.000        | A          | *           | 108.000.000 | 27.000.000  | *           | 39.000.000  | *           | *           | *           |
| 2006                                                                                | 83.000 75.000        | D          | *           | 113.400.000 | 28.350.000  | *           | 40.950.000  | *           | *           | *           |
| 2006                                                                                | 83.000 75.000        | F          | *           | 129.600.000 | 32.400.000  | *           | 46.800.000  | *           | *           | *           |
| 2006                                                                                | 83.000 75.000        | G          | *           | 75.600.000  | 18.900.000  | *           | 27.300.000  | *           | *           | *           |
| 2006                                                                                | 83.000 75.000        | J          | *           | 148.400.000 | 28.350.000  | *           | 40.950.000  | *           | *           | *           |
| 2007                                                                                | 83.000 70.000        | A          | 119.400.000 | 100.000.000 | 52.400.000  | *           | 21.600.000  | *           | *           | /           |
| 2007                                                                                | 83.000 70.000        | D          | 125.370.000 | 105.000.000 | 55.020.000  | *           | 22.680.000  | *           | *           | /           |
| 2007                                                                                | 83.000 70.000        | F          | 143.280.000 | 120.000.000 | 62.880.000  | *           | 25.920.000  | *           | *           | /           |
| 2007                                                                                | 83.000 70.000        | G          | 83.580.000  | 70.000.000  | 36.680.000  | *           | 15.120.000  | *           | *           | /           |
| 2007                                                                                | 83.000 70.000        | J          | 125.370.000 | 105.000.000 | 55.020.000  | *           | 22.930.000  | *           | *           | /           |
| 2008                                                                                | 58.150               | A          | 101.200.000 | 80.000.000  | 29.200.000  | *           | 15.800.000  | *           | *           | 11.400.000  |
| 2008                                                                                | 70.000 55.120        | D          | 106.260.000 | 84.000.000  | 30.660.000  | *           | 16.590.000  | *           | *           | 11.970.000  |
| 2008                                                                                | 70.000 55.120        | F          | 121.440.000 | 96.000.000  | 35.040.000  | *           | 18.960.000  | *           | *           | 13.680.000  |
| 2008                                                                                | 70.000 55.120        | G          | 70.840.000  | 56.000.000  | 20.440.000  | *           | 11.060.000  | *           | *           | 7.980.000   |
| 2008                                                                                | 70.000 55.120        | J          | 106.260.000 | 84.000.000  | 30.660.000  | *           | 16.340.000  | *           | *           | 11.970.000  |
| 2009                                                                                | 47.150               | A          | 100.000.000 | 59.000.000  | 39.600.000  | *           | 21.600.000  | *           | *           | /           |
| 2009                                                                                | 50.000 42.120        | D          | 105.000.000 | 61.950.000  | 41.580.000  | *           | 22.680.000  | *           | *           | /           |
| 2009                                                                                | 50.000 42.120        | F          | 120.000.000 | 70.800.000  | 47.520.000  | *           | 25.920.000  | *           | *           | /           |
| 2009                                                                                | 50.000 42.120        | G          | 70.000.000  | 41.300.000  | 27.720.000  | *           | 15.120.000  | *           | *           | /           |
| 2009                                                                                | 50.000 42.120        | J          | 105.000.000 | 61.950.000  | 41.580.000  | *           | 22.680.000  | *           | *           | /           |
| 2010                                                                                | 53.800 45.150        | A          | 94.400.000  | 72.800.000  | 39.800.000  | *           | 24.400.000  | *           | *           | 19.600.000  |
| 2010                                                                                | 46.800 40.120        | D          | 99.120.000  | 76.440.000  | 41.790.000  | *           | 25.620.000  | *           | *           | 20.580.000  |
| 2010                                                                                | 46.800 40.120        | F          | 113.280.000 | 87.360.000  | 47.760.000  | *           | 29.280.000  | *           | *           | 23.520.000  |
| 2010                                                                                | 46.800 40.120        | G          | 66.080.000  | 50.960.000  | 27.860.000  | *           | 17.080.000  | *           | *           | 13.720.000  |
| 2010                                                                                | 46.800 40.120        | J          | 99.120.000  | 76.440.000  | 41.790.000  | *           | 25.620.000  | *           | *           | 20.580.000  |
| 2011                                                                                | 48.000 43.000        | A          | 118.400.000 | 100.400.000 | 59.200.000  | *           | 33.000.000  | *           | *           | 23.800.000  |
| 2011                                                                                | 44.000 37.000        | D          | 124.320.000 | 105.420.000 | 62.160.000  | *           | 34.650.000  | *           | *           | 24.990.000  |
| 2011                                                                                | 44.000 37.000        | F          | 142.080.000 | 120.480.000 | 71.040.000  | *           | 39.600.000  | *           | *           | 28.560.000  |
| 2011                                                                                | 44.000 37.000        | G          | 82.880.000  | 70.280.000  | 41.440.000  | *           | 23.100.000  | *           | *           | 16.660.000  |
| 2011                                                                                | 44.000 37.000        | J          | 124.320.000 | 105.420.000 | 62.160.000  | *           | 34.650.000  | *           | *           | 24.990.000  |
| 2012                                                                                | 45.000 40.000        | A          | 104.200.000 | 77.400.000  | 41.800.000  | *           | 21.200.000  | *           | *           | /           |
| 2012                                                                                | 40.000 32.000        | D          | 109.410.000 | 81.270.000  | 43.890.000  | *           | 22.260.000  | *           | *           | /           |
| 2012                                                                                | 40.000 32.000        | F          | 125.040.000 | 92.880.000  | 50.160.000  | *           | 25.440.000  | *           | *           | /           |
| 2012                                                                                | 40.000 32.000        | G          | 72.940.000  | 54.180.000  | 29.260.000  | *           | 14.840.000  | *           | *           | /           |
| 2012                                                                                | 40.000 32.000        | J          | 109.410.000 | 81.270.000  | 43.890.000  | *           | 22.260.000  | *           | *           | /           |
| 2013                                                                                | 40.000 35.000        | A          | 60.000.000  | 60.000.000  | 32.000.000  | *           | 16.000.000  | *           | *           | /           |
| 2013                                                                                | 35.000 30.000        | D          | 63.000.000  | 63.000.000  | 33.600.000  | *           | 16.800.000  | *           | *           | /           |
| 2013                                                                                | 35.000 30.000        | F          | 72.000.000  | 72.000.000  | 38.400.000  | *           | 19.200.000  | *           | *           | /           |
| 2013                                                                                | 35.000 30.000        | G          | 42.000.000  | 42.000.000  | 22.400.000  | *           | 11.200.000  | *           | *           | /           |
| 2013                                                                                | 35.000 30.000        | J          | 63.000.000  | 63.000.000  | 33.600.000  | *           | 16.800.000  | *           | *           | /           |
| 2014                                                                                | 38.000 34.000        | A          | 66.000.000  | 61.800.000  | 32.000.000  | *           | 19.200.000  | *           | *           | 5.600.000   |
| 2014                                                                                | 33.000 27.000        | D          | 69.300.000  | 64.890.000  | 33.600.000  | *           | 20.160.000  | *           | *           | 5.880.000   |
| 2014                                                                                | 33.000 27.000        | F          | 79.200.000  | 74.160.000  | 38.400.000  | *           | 23.040.000  | *           | *           | 6.720.000   |
| 2014                                                                                | 33.000 27.000        | G          | 46.200.000  | 43.260.000  | 22.400.000  | *           | 13.440.000  | *           | *           | 3.920.000   |
| 2014                                                                                | 33.000 27.000        | J          | 69.300.000  | 64.890.000  | 33.600.000  | *           | 20.160.000  | *           | *           | 5.880.000   |
| 2015                                                                                | 39.800 34.000        | A          | 86.200.000  | 76.000.000  | 32.800.000  | *           | 22.800.000  | *           | *           | /           |
| 2015                                                                                | 33.825 27.000        | D          | 90.510.000  | 79.800.000  | 34.440.000  | *           | 23.940.000  | *           | *           | /           |
| 2015                                                                                | 33.825 27.000        | F          | 103.440.000 | 91.200.000  | 39.360.000  | *           | 27.360.000  | *           | *           | /           |
| 2015                                                                                | 33.825 27.000        | G          | 60.340.000  | 53.200.000  | 22.960.000  | *           | 15.960.000  | *           | *           | /           |
| 2015                                                                                | 33.825 27.000        | J          | 90.510.000  | 79.800.000  | 34.440.000  | *           | 23.940.000  | *           | *           | /           |
| 2016                                                                                | 34.800 30.000        | A          | 116.600.000 | 101.400.000 | 49.200.000  | *           | 38.400.000  | *           | *           | 14.200.000  |
| 2016                                                                                | 30.825 24.000        | D          | 122.430.000 | 106.470.000 | 51.660.000  | *           | 40.320.000  | *           | *           | 14.910.000  |
| 2016                                                                                | 30.825 24.000        | F          | 139.920.000 | 121.680.000 | 59.040.000  | *           | 46.080.000  | *           | *           | 17.040.000  |
| 2016                                                                                | 30.825 24.000        | G          | 81.620.000  | 70.980.000  | 31.040.000  | *           | 26.880.000  | *           | *           | 9.940.000   |
| 2016                                                                                | 30.825 24.000        | J          | 122.430.000 | 106.470.000 | 51.660.000  | *           | 40.320.000  | *           | *           | 14.900.000  |
| 2017                                                                                | 31.000 27.000        | A          | 81.600.000  | 72.200.000  | 30.000.000  | 25.200.000  | 21.600.000  | *           | *           | 12.200.000  |
| 2017                                                                                | 25.000 20.000        | D          | 85.680.000  | 75.810.000  | 31.500.000  | 26.460.000  | 22.680.000  | *           | *           | 12.810.000  |
| 2017                                                                                | 25.000 20.000        | F          | 97.920.000  | 86.640.000  | 36.000.000  | 30.240.000  | 25.920.000  | *           | *           | 14.640.000  |
| 2017                                                                                | 25.000 20.000        | G          | 57.120.000  | 50.540.000  | 21.000.000  | 17.640.000  | 15.120.000  | *           | *           | 8.540.000   |
| 2017                                                                                | 25.000 20.000        | J          | 85.680.000  | 75.810.000  | 31.500.000  | 26.460.000  | 22.680.000  | *           | *           | 12.810.000  |
| 2018                                                                                | 27.400 24.000        | A          | 90.600.000  | 95.800.000  | 40.600.000  | 24.000.000  | 28.400.000  | *           | *           | /           |
| 2018                                                                                | 22.625 20.000        | D          | 95.130.000  | 96.390.000  | 42.630.000  | 25.200.000  | 29.820.000  | *           | *           | /           |
| 2018                                                                                | 22.625 20.000        | F          | 108.720.000 | 114.960.000 | 48.720.000  | 28.800.000  | 34.080.000  | *           | *           | /           |
| 2018                                                                                | 22.625 20.000        | G          | 63.420.000  | 67.060.000  | 28.420.000  | 16.800.000  | 19.880.000  | *           | *           | /           |
| 2018                                                                                | 22.625 20.000        | J          | 95.130.000  | 100.590.000 | 42.630.000  | 25.200.000  | 29.820.000  | *           | *           | /           |
| 2019                                                                                | 22.500 21.000        | A          | 71.100.000  | 83.700.000  | 40.050.000  | 29.500.000  | 33.800.000  | *           | *           | 8.020.000   |
| 2019                                                                                | 22.500 21.000        | D          | 76.170.000  | 89.400.000  | 43.570.000  | 32.490.000  | 37.010.000  | *           | *           | 12.590.000  |
| 2019                                                                                | 22.500 21.000        | F          | 85.380.000  | 100.500.000 | 48.120.000  | 35.460.000  | 40.620.000  | *           | *           | 9.680.000   |
| 2019                                                                                | 22.500 21.000        | G          | 49.680.000  | 58.500.000  | 27.950.000  | 20.560.000  | 23.570.000  | *           | *           | 5.530.000   |
| 2019                                                                                | 22.500 21.000        | J          | 74.670.000  | 87.900.000  | 42.070.000  | 30.990.000  | 35.510.000  | *           | *           | 8.430.000   |
| 2020                                                                                | 23.000 19.200        | A          | 49.000.000  | 65.800.000  | 19.600.000  | 39.800.000  | 38.800.000  | *           | *           | 16.000.000  |
| 2020                                                                                | 19.100 14.700        | D          | 51.450.000  | 69.090.000  | 20.580.000  | 41.790.000  | 40.740.000  | *           | *           | 16.800.000  |
| 2020                                                                                | 19.100 14.700        | F          | 58.800.000  | 78.960.000  | 23.520.000  | 47.760.000  | 46.560.000  | *           | *           | 19.200.000  |
| 2020                                                                                | 19.100 14.700        | G          | 34.300.000  | 46.060.000  | 13.720.000  | 27.860.000  | 27.160.000  | *           | *           | 11.200.000  |
| 2020                                                                                | 19.100 14.700        | J          | 51.450.000  | 69.090.000  | 20.580.000  | 41.790.000  | 40.740.000  | *           | *           | 16.800.000  |
| 2021                                                                                | 21.600 18.600        | A          | 51.400.000  | 97.600.000  | 47.600.000  | 29.600.000  | 30.000.000  | *           | *           | 6.000.000   |
| 2021                                                                                | 18.300 14.500        | D          | 53.970.000  | 102.480.000 | 49.980.000  | 31.080.000  | 31.500.000  | *           | *           | 6.300.000   |
| 2021                                                                                | 17.800 14.100        | F          | 61.680.000  | 117.120.000 | 57.120.000  | 35.520.000  | 36.000.000  | *           | *           | 7.200.000   |
| 2021                                                                                | 17.900 14.100        | G          | 35.980.000  | 68.320.000  | 33.320.000  | 20.720.000  | 21.000.000  | *           | *           | 4.200.000   |
| 2021                                                                                | 17.900 14.100        | J          | 53.970.000  | 102.480.000 | 49.980.000  | 31.080.000  | 31.500.000  | *           | *           | 6.300.000   |
| 2022                                                                                | 18.200 16.900        | A          | *           | 42.200.000  | 27.000.000  | 19.800.000  | 26.200.000  | 4.000.000   | *           | *           |
| 2022                                                                                | 16.100 13.300        | D          | *           | 44.310.000  | 28.350.000  | 20.790.000  | 27.510.000  | 4.200.000   | *           | *           |
| 2022                                                                                | 15.500 12.800        | F          | *           | 50.640.000  | 32.400.000  | 23.760.000  | 31.440.000  | 4.800.000   | *           | *           |
| 2022                                                                                | 15.700 13.000        | G          | *           | 29.540.000  | 18.900.000  | 13.860.000  | 18.340.000  | 2.800.000   | *           | *           |
| 2022                                                                                | 15.600 12.800        | J          | *           | 44.310.000  | 28.350.000  | 20.790.000  | 27.510.000  | 4.200.000   | *           | *           |
| 2023                                                                                | 13.700 13.900        | A          | 28.800.000  | 18.000.000  | 9.000.000   | 18.400.000  | 11.000.000  | 12.000.000  | *           | 9.000.000   |
| 2023                                                                                | 12.500 10.800        | D          | 30.240.000  | 18.900.000  | 9.450.000   | 19.320.000  | 11.550.000  | 12.600.000  | *           | 9.450.000   |
| 2023                                                                                | 12.000 10.300        | F          | 34.560.000  | 21.600.000  | 10.800.000  | 22.080.000  | 13.200.000  | 14.400.000  | *           | 10.800.000  |
| 2023                                                                                | 12.100 10.500        | G          | 20.110.000  | 12.600.000  | 6.300.000   | 12.880.000  | 7.700.000   | 8.400.000   | *           | 6.300.000   |
| 2023                                                                                | 12.100 10.300        | J          | 30.240.000  | 18.900.000  | 9.450.000   | 19.320.000  | 11.550.000  | 12.600.000  | *           | 9.450.000   |
| 2024                                                                                | 12.300 12.400        | A          | 14.000.000  | *           | 10.600.000  | 9.800.000   | 4.400.000   | 9.000.000   | *           | 8.600.000   |
| 2024                                                                                | 11.100 9.700         | D          | 14.700.000  | *           | 11.130.000  | 10.290.000  | 4.620.000   | 9.450.000   | *           | 9.030.000   |
| 2024                                                                                | 10.800 9.300         | F          | 16.800.000  | *           | 12.720.000  | 11.760.000  | 5.280.000   | 10.800.000  | *           | 10.320.000  |
| 2024                                                                                | 10.900 9.500         | G          | 9.800.000   | *           | 7.420.000   | 6.860.000   | 3.080.000   | 6.300.000   | *           | 6.020.000   |
| 2024                                                                                | 10.900 9.400         | J          | 14.700.000  | *           | 11.130.000  | 10.290.000  | 4.620.000   | 9.450.000   | *           | 9.030.000   |
| 2025                                                                                |                      | A          | *           | *           | *           | *           | *           | 5.400.000   | *           | 5.600.000   |
| 2025                                                                                |                      | D          | *           | *           | *           | *           | *           | 5.670.000   | *           | 5.880.000   |
| 2025                                                                                |                      | F          | *           | *           | *           | *           | *           | 6.480.000   | *           | 6.720.000   |
| 2025                                                                                |                      | G          | *           | *           | *           | *           | *           | 3.780.000   | *           | 3.920.000   |
| 2025                                                                                |                      | J          | *           | *           | *           | *           | *           | 5.670.000   | *           | 5.880.000   |
| / = non emessa, ? = finora sconosciuto, * = emessa solo nelle divisionali ufficiali |                      |            |             |             |             |             |             |             |             |             |

## 2 euro commemorativi
| Immagine | Anno | Tema                                                                                 | Tiratura   | Emissione       | Incisore                                                           |
| -------- | ---- | ------------------------------------------------------------------------------------ | ---------- | --------------- | ------------------------------------------------------------------ |
|          | 2007 | 50º anniversario della firma dei Trattati di Roma (emissione comune)                 | 30.000.000 | 25 marzo 2007   | Luc Luycx                                                          |
|          | 2009 | 10º anniversario dell'UEM (emissione comune)                                         | 30.000.000 | 2 gennaio 2009  | Georgios Stamatopoulos                                             |
|          | 2012 | 10º anniversario della circolazione di banconote e monete in euro (emissione comune) | 30.000.000 | 2 gennaio 2012  | Helmut Andexlinger                                                 |
|          | 2013 | 50º anniversario della firma del Trattato dell'Eliseo                                | 11.000.000 | 22 gennaio 2013 | Yves Sampo, Stefani Lindner, Alina Hoyer e Sneschana Russewa-Hoyer |
|          | 2015 | 25º anniversario della riunificazione con l'ex DDR                                   | 30.000.000 | 30 gennaio 2015 | Bernd Wendhut                                                      |
|          | 2015 | 30º anniversario della Bandiera europea (emissione comune)                           | 30.000.000 | 5 novembre 2015 | Georgios Stamatopoulos                                             |
|          | 2018 | 100º anniversario della nascita di Helmut Schmidt                                    | 30.000.000 | 30 gennaio 2018 | Bodo Broschat                                                      |
|          | 2019 | 30º anniversario della caduta del Muro di Berlino                                    | 30.000.000 | 10 ottobre 2019 | Joaquin Jimenez                                                    |
|          | 2020 | 50º anniversario della Genuflessione di Varsavia                                     | 30.000.000 | 8 ottobre 2020  | Bodo Broschat                                                      |
|          | 2022 | 35º anniversario dell'istituzione del Progetto Erasmus (emissione comune)            | 20.000.000 | 1º luglio 2022  | Joaquin Jimenez                                                    |
|          | 2023 | 1275º anniversario della nascita di Carlo Magno                                      | 20.240.000 | 30 marzo 2023   | Tobias Winnen                                                      |
|          | 2024 | 175º anniversario della Costituzione di Francoforte                                  | 30.000.000 | 21 marzo 2024   | Michael Otto                                                       |

### Serie

#### Bundesländer
Nel 2006 la Germania ha dato il via a una serie di monete commemorative da 2 euro dedicata ai 16 Stati della Repubblica Federale di Germania. Questa serie prevede 16 monete più un'ulteriore dedicata al 70º anniversario del Bundesrat.
La serie, conclusasi nel 2022, è composta dalle seguenti monete:
| Immagine | Anno | №  | Stato federato                   | Tema                                   | Tiratura   | Emissione        | Incisore                              |
| -------- | ---- | -- | -------------------------------- | -------------------------------------- | ---------- | ---------------- | ------------------------------------- |
|          | 2006 | 1  | Schleswig-Holstein               | Holstentor a Lubecca                   | 30.000.000 | 3 febbraio 2006  | Heinz Hoyer e Sneschana Russewa-Hoyer |
|          | 2007 | 2  | Meclemburgo-Pomerania Anteriore  | Castello di Schwerin                   | 30.000.000 | 2 febbraio 2007  | Heinz Hoyer e Sneschana Russewa-Hoyer |
|          | 2008 | 3  | Amburgo                          | Chiesa di San Michele                  | 30.000.000 | 1º febbraio 2008 | Erich Ott                             |
|          | 2009 | 4  | Saarland                         | Ludwigskirche a Saarbrücken            | 30.000.000 | 6 febbraio 2009  | Friedrich Brenner                     |
|          | 2010 | 5  | Brema                            | Municipio di Brema e Statua di Rolando | 30.000.000 | 29 gennaio 2010  | Bodo Broschat                         |
|          | 2011 | 6  | Renania Settentrionale-Vestfalia | Duomo di Colonia                       | 30.000.000 | 28 gennaio 2011  | Heinz Hoyer e Sneschana Russewa-Hoyer |
|          | 2012 | 7  | Baviera                          | Castello di Neuschwanstein             | 30.000.000 | 3 febbraio 2012  | Erich Ott                             |
|          | 2013 | 8  | Baden-Württemberg                | Monastero di Maulbronn                 | 30.000.000 | 1º febbraio 2013 | Eugen Ruhl                            |
|          | 2014 | 9  | Bassa Sassonia                   | Chiesa di San Michele a Hildesheim     | 30.000.000 | 7 febbraio 2014  | Erich Ott                             |
|          | 2015 | 10 | Assia                            | Paulskirche a Francoforte sul Meno     | 30.000.000 | 30 gennaio 2015  | Heinz Hoyer                           |
|          | 2016 | 11 | Sassonia                         | Zwinger a Dresda                       | 30.000.000 | 5 febbraio 2016  | Jordi Truxa                           |
|          | 2017 | 12 | Renania-Palatinato               | Porta Nigra a Treviri                  | 30.000.000 | 3 febbraio 2017  | František Chochola                    |
|          | 2018 | 13 | Berlino                          | Castello di Charlottenburg             | 30.000.000 | 30 gennaio 2018  | Bodo Broschat                         |
|          | 2019 | 14 | Germania                         | 70º anniversario del Bundesrat         | 30.000.000 | 29 gennaio 2019  | Michael Otto di Rodenbach             |
|          | 2020 | 15 | Brandeburgo                      | Palazzo di Sanssouci a Potsdam         | 30.000.000 | 28 gennaio 2020  | Jordi Truxa                           |
|          | 2021 | 16 | Sassonia-Anhalt                  | Duomo di Magdeburgo                    | 30.000.000 | 10 maggio 2021   | Michael Otto                          |
|          | 2022 | 17 | Turingia                         | Castello di Wartburg a Eisenach        | 30.000.000 | 25 gennaio 2022  | Olaf Stoy                             |

Ogni moneta è coniata da ciascuna delle 5 zecche tedesche.

#### Bundesländer II
Nel 2023 la Germania ha dato il via ad una seconda serie di monete commemorative da 2 euro dedicata ancora ai 16 Stati della Repubblica Federale di Germania. Le uscite sono dedicate ad ognuno degli Stati seguendo l'ordine di presidenza di turno del Bundesrat. Sul diritto di ciascuna moneta sono raffigurati edifici o luoghi celebri dello Stato corrispondente non rappresentati nella prima serie.
| Immagine | Anno | № | Stato federato                  | Tema                            | Tiratura   | Emissione       | Incisore      |
| -------- | ---- | - | ------------------------------- | ------------------------------- | ---------- | --------------- | ------------- |
|          | 2023 | 1 | Amburgo                         | Elbphilharmonie ad Amburgo      | 30.000.000 | 24 gennaio 2023 | Michael Otto  |
|          | 2024 | 2 | Meclemburgo-Pomerania Anteriore | Königsstuhl nell'Isola di Rügen | 30.000.000 | 9 gennaio 2024  | Michael Otto  |
|          | 2025 | 3 | Saarland                        | Ansa del fiume Saar a Mettlach  | 30.000.000 | 16 gennaio 2025 | Carsten Wolff |

## Errori di conio
Nel 2007 la Zecca di Stoccarda (lettera F) ha emesso delle monete da 20 cent. con la vecchia cartina dell'Europa sul rovescio (2006). Tiratura sconosciuta.
Nel 2008 altro errore di conio da parte della Zecca di Stoccarda, che ha emesso un certo quantitativo del 2 euro commemorativo del 2008 dedicato alla chiesa di San Michele di Amburgo con la vecchia cartina dell'Europa sul rovescio (2006). Gli esemplari sono circa 75.000.